# Бывальцево
Бывальцево — деревня в Устюженском районе Вологодской области.
Входит в состав Лентьевского сельского поселения (с 1 января 2006 года по 9 апреля 2009 года входила в Мерёжское сельское поселение), с точки зрения административно-территориального деления — в Мерёжский сельсовет.
Расположена на берегу Часовенного ручья (притока Чагодощи). Расстояние до районного центра Устюжны по автодороге — 50 км, до центра муниципального образования деревни Лентьево по прямой — 23 км. Ближайший населённый пункт — Мерёжа.
По переписи 2002 года население — 24 человека (11 мужчин, 13 женщин). Всё население — русские.
В деревне родился Герой Советского Союза Александр Мельников.